# معمارية RDNA

رسم تخطيطي عام لوحدة معالجة الرسومات

معمارية RDNA هي بنية دقيقة لوحدة معالجة الرسومات (GPU) ومجموعة التعليمات المصاحبة التي تم تطويرها من قِبَل إي إم دي. تعتبر RDNA خليفة لبنية (GCN) في عالم الرسومات. وقد تمت إطلاق أول سلسلة منتجات تستخدم بنية RDNA وهي سلسلة بطاقات معالجة الرسومات سلسلة راديون آر إكس 5000 في 7 يوليو 2019.
تُستخدم الهندسة المعمارية RDNA أيضًا في منتجات الأجهزة المحمولة. تم تصنيعها باستخدام شرائح الرسومات N7 FinFET المُستخدمة في سلسلة Navi من بطاقات الرسومات AMD Radeon. 

## أنظر أيضا
- قائمة وحدات معالجة الرسومات AMD